# Theodorus Beza
Theodorus Beza (ook wel Théodore de Bèze of Théodore de Besze) (24 juni 1519 – 13 oktober 1605) was een Franse rechtsgeleerde en theoloog met een protestantse signatuur. Hij verwierf grote bekendheid als reformator en wordt tot de monarchomachen gerekend. Beza was een leerling, en later de opvolger, van Johannes Calvijn. Het grootste deel van zijn leven bracht hij dan ook door in Genève. Daar volgde hij Calvijn eveneens op als geestelijk leider van het kanton Genève, dat Calvijn had gesticht.
De naamdag van Beza op de lutherse heiligenkalender is 13 oktober.

## Levensloop

### Jeugd
Theodorus Beza werd geboren op 24 juni 1519 in Vézelay, in het Franse Bourgondië. Zijn vader, Pierre de Beze, was landvoogd van Vézelay. Pierre de Beze was een telg uit een vooraanstaand adellijk geslacht in Bourgondië. Zijn moeder,  Marie Bourdelot, stond bekend om haar vrijgevigheid. Beza had twee broers, Nicholas en Claude. Nicholas was lid van het Parlement van Parijs. Claude was abt van een cisterciënzer klooster nabij Noyon.
Beza en zijn ongehuwde broer Nicholas hadden een goede verstandhouding. Zijn broer liet hem vanuit het ouderlijk huis naar Parijs overkomen om daar onderwezen te worden. Eind 1528 verliet hij Parijs voor Orléans, waar hij in de leer ging bij de Nederlander Melchior Wolmar, bij wie hij inwoonde. Het moment waarop Beza introk bij Wolmar, zou hij later als een tweede verjaardag vieren. Beza volgde zijn leraar naar Bourges, die zich daar vestigde op verzoek van Margaretha van Valois, zus van Frans I van Frankrijk. Op dat moment was Bourges het centrum van de Reformatie in Frankrijk. Nadat Frans I per edict kerkelijke vernieuwing had verboden, vertrok Wolmar naar Duitsland en ging Beza terug naar Orléans, waar hij van 1535 tot 1539 zou verblijven om, in overeenstemming met wat zijn vader graag zag gebeuren, rechten te studeren. Hij las in die periode graag de werken van Ovidius, Catullus en Tibullus.
In 1539 vertrok Beza naar Parijs, inmiddels in het bezit van een graad in de rechtsgeleerdheid. Hij kon zijn werk uitoefenen op basis van een gift van de familie, bestaande uit 700 Franse kronen en een perspectief als opvolger van zijn oom. Zijn verblijf duurde twee jaar en hij verwierf in die tijd een prominente positie in de literaire kringen. Via vrienden leerde hij Claudine Denoese kennen, een vrouw van eenvoudige komaf. Hij trouwde met haar in 1544 in aanweziheid van de getuigen Jean Crespin en Laurent de Normandie, maar hield de echtverbintenis eerst geheim om zijn prebenden niet te verliezen.
In 1548 publiceerde hij Juvenilia, een verzameling gedichten in het Latijn. Hij brak met deze publicatie meteen door en werd gezien als een van de beste schrijvers van Latijnse poëzie van zijn tijd. In zijn gedichten verwerkte hij autobiografische elementen, iets waarvoor zijn omgeving hem ook wel waarschuwde vanwege de eventuele consequenties. De protestante theoloog Philip Schaff (1819 – 1893) beschouwt het echter als misverstand dat er tussen de regels door autobiografische gegevens te vinden zouden zijn.
Kort na de publicatie van Juvenilia werd Beza ziek. In deze periode komt hij veel tot nadenken over het geloof, wat resulteert in de acceptatie dat verlossing in Christus voor hem noodzaak is. Op dat moment verbreekt hij zijn banden en contacten in Parijs en vestigt zich samen met Claudine Denoese in Genève, waar zij op 23 oktober 1548 aankomen.

### Docent in Lausanne
Beza werd in Genève door Johannes Calvijn ontvangen. De twee hadden elkaar al eerder ontmoet bij Wolmar. In Genève trouwde hij met Claudine en hij vertrok naar Tübingen om Wolmar te bezoeken. Op de terugweg bracht hij een bezoek aan de Zwitserse protestante theoloog Pierre Viret, die hem aan een aanstelling hielp als docent Grieks in Lausanne.
Tegelijkertijd ging Beza schrijven. In 1550 kwam Abraham Sacrifiant uit. De tekst voorzag hij van inleidingen, commentaar en noten. Ook werd ze voorzien van aanwijzingen voor een eventuele muzikale performance.
In 1544 overleed de Franse hofdichter Clément Marot. Calvijn vroeg Beza toen de psalmen in het Frans verder te vertalen voor een metrische uitgave. Dit resulteerde in een publicatie in 1551 van vierendertig psalmen, bekend als de Geneefse psalmen. Van Beza's hand verschenen er later nog zes psalmen in deze reeks.
In dezelfde periode publiceerde Beza Passavantius. Dit was een satire gericht tegen Pierre Lize, voormalig voorzitter van het Parlement van Parijs. Deze was initiatiefnemer van een zogenoemde chambre ardente, een instituut dat ketters vervolgde. Tevens raakte Beza betrokken bij verschillende controverses tussen Calvijn en Jérôme-Hermès Bolsec over (dubbele) predestinatie en de veroordeling tot de brandstapel  van Michael Servet wegens antitrinitarisme. Om Calvijn te verdedigen schreef Beza in 1554 De haereticis a civili magistratu puniendis.

### Reizen in opdracht van de protestanten
In 1577 zette Beza zich in het bijzonder in voor de Waldenzen, ook bekend als de armen van Lyon. Deze christelijke armoedebeweging sloot zich tijdens de Reformatie aan bij de protestanten en vestigden zich onder meer in de Italiaanse streek Piëmont, na een conflict met de Kerk over enkele sacramenten, het vagevuur en de kerkelijke hiërarchie. Samen met Guillaume Farel reisde hij namens de Waldenzen naar Bern, Zürich, Bazel en Schaffhausen. In het vervolg van die reis kwam hij door Straatsburg, Montbéliard, Baden en Göppingen. Op 14 mei van dat jaar stelden Beza en Farel een verklaring op met opvattingen van de Waldenzen over de sacramenten. Deze werd positief ontvangen door lutherse theologen, maar sterk afgekeurd in Bern en Zürich.
In de herfst van 1558 vertrokken Beza en Farel naar Worms en deden ook Straatsburg aan. Zij hoopten aan het hof iets te kunnen bereiken voor hun vervolgde geloofsgenoten in Parijs. Samen met Philipp Melanchthon stelde Beza aan de Rijksdag van Worms voor een unie te stichten met alle protestante christenen. Dit voorstel werd echter verworpen door Bern en Zürich. Intussen werd het hof ten onrechte bericht dat het geweld tegen de hugenoten in Parijs afnam, waardoor er van de zijde van Worms geen vertegenwoordiger werd gestuurd naar de processen tegen de hugenoten. Daarop reisden Beza en Farel met Johann Franz Buddeus naar Straatsburg en Frankfurt, die wel een vertegenwoordiging zonden.

### Vestiging in Genève
Terug in Lausanne had Pierre Viret in gezamenlijkheid met enkele geestelijken en geleerden een leer geïntroduceerd waarbij deelname aan de Communie leidde tot excommunicatie. Hij wilde daarnaast een kerkelijke autoriteit vestigen, die een dergelijke zaak kerkrechtelijk afhandelde. Zo een classis ontbrak echter in Bern, waar Lausanne onder viel qua jurisdictie. De problemen die dat veroorzaakte, brachten Beza ertoe naar Genève te vertrekken. Hij bekleedde daar een leerstoel Grieks en na Calvijns overlijden tevens een leerstoel theologie.
Beza maakte een herziene vertaling van het Nieuwe Testament af van Pierre Olivetan. Daarna ging hij 1559 naar Heidelberg, om de belangen van de hugenoten te verdedigen. Tevens hield hij zich bezig met de conflicten tussen Calvijn enerzijds en Joachim Westphal en Tilemann Heshusius. Deze streden tegen zogenoemd crypto-calvinisme, lutheranen die heimelijk calvinist waren, maar zich als lutheraan bleven voordoen in het openbaar.
Beza publiceerde in die tijd ook een eigen belijdenis. Deze was aanvankelijk uitsluitend bedoeld ter verdediging van zijn eigen handelen en werd gepubliceerd in 1560 in het Latijn. Vanaf 1563 verschenen vertalingen in het Engels, Duits, Nederland en Italiaans.

### 1560 – 1563
In Frankrijk was het politieke klimaat ondertussen aan verandering onderhevig ten gunste van de protestanten. Anton van Bourbon, koning van Navarra, verklaarde zich bereid tot overleg met een prominent protestant geleerde. Beza was op dat moment een goede kandidaat gezien zijn positie als hoogleraar en zijn afkomst uit de Franse adel. Hij wist echter Van Bourbon niet te overtuigen, noch te bekeren.
Beza vertegenwoordigde de protestanten in 1561 bij het Overleg van Poissy. Hier verdedigde hij hun overtuigingen. Het overleg bood geen soelaas, maar Beza had bij een deel van de aanwezigen net zo goed sympathie kunnen kweken, als afkeer bij anderen. In januari van het jaar hierop volgde een tweede overleg, waaruit het Edict van Saint-Germain voortkwam dat enkele privileges voor protestanten garandeerde. Dat was op 28 januari 1562. Op 1 maart van hetzelfde jaar probeerden de rooms-katholieken het protestantisme te breken en omver te werpen met het Bloedbad van Wassy, waarop het overleg gestaakt werd. Calvijn maande het volk tot kalmte, maar kon niet voorkomen dat het bloedbad het begin werd van wat later bekend ging staan als de Hugenotenoorlogen.
Op 25 maart 1562 vertrok Beza bezocht de verschillende protestante gemeenschappen in Frankrijk. Hij ging met Lodewijk I van Bourbon-Condé naar Orléans en publiceerde over het bestaansrecht van de protestante zaak. In Bazel en Straatsburg, Engeland, Duitsland en Zwitserland probeerde hij tevergeefs aan geld en manschappen te komen. Op 4 september kwam hij terug in Genève, waar hij kort verbleef om weer weggeroepen te worden naar Orléans. Zijn publicaties en campagne begonnen vruchten te werpen en het klimaat werd iets beter voor de protestanten in Frankrijk. In maart 1563 volgde een voor de protestanten evenwel vijandig gezind edict, en was Beza weer bij af. Na deze periode van de zogenoemde Eerste Hugenotenoorlog zouden er nog zeker zeven volgen, dat wil zeggen relatief kleine conflicten niet meegerekend.

### Calvijns opvolging

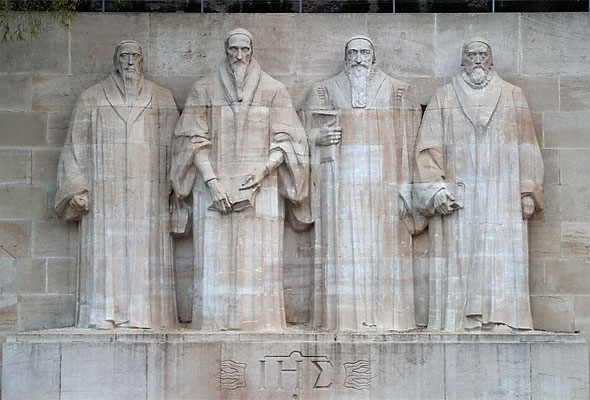
Monument international de la Réformation: v.l.n.r. Guillaume Farel, Johannes Calvijn, Theodorus Beza, en John Knox

Beza was lange tijd niet in Genève, maar kwam na tweeëntwintig maanden terug vanwege Calvijns toestand. Calvijns gezondheid werd steeds slechter en een geschikte plaatsvervanger was er niet. Beza en Calvijn verdeelden de taken, tot Calvijns overlijden op 24 mei 1564. Beza volgde hem min of meer als vanzelfsprekend op.
Hij gaf als zodanig leiding aan de Geneefse classis, een gymnasium en een universiteit tot 1580. De interesse in hoger onderwijs bleef bij hem tot aan zijn overlijden. Beza doceerde uiteindelijk tientallen jaren, zowel aan jonge studenten als de al aanwezige geestelijkheid en zittende magistratuur.

### Vanaf 1564

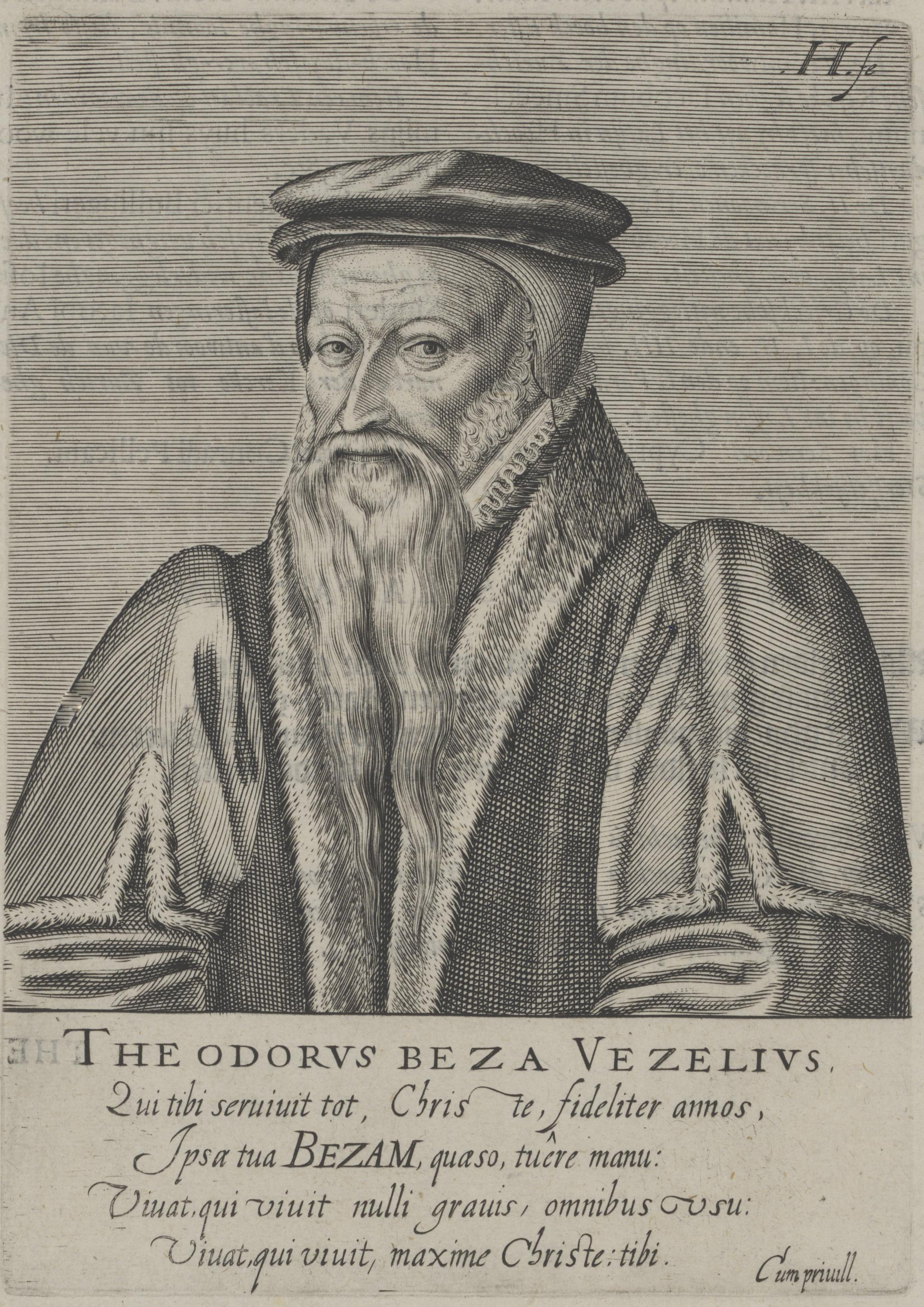
Houtsnede van Theodorus Beza

Beza voorzag vanaf 1564 de protestante kerk een solide basis. Na 1564 bestonden er geen grote doctrinaire geschillen meer. Wel volgde er veel dialoog over onder andere de structuur en hiërarchie van de kerk en de positie van de kerk tegenover gelovigen en geestelijken. Over de positie van de geestelijkheid versus de classis. En met betrekking tot de vrijheden die predikanten genoten in de homilie en het kerkelijk onderricht, tegenover de verplichtingen en gehoorzaamheid die zij in acht moesten nemen tegenover de classis en andere kerkelijke organen.
Beza genoot in die periode vrij veel aanzien en waardering in zijn reguliere werkzaamheden en als leider van de protestante gemeenschap. Zelf trad hij niet opzichtig hard op, hoewel hij een enkele keer dreigde op te stappen bij een hoogoplopende discussie en meningsverschillen. Het opleggen van zijn wil was iets dat hij evenmin deed. Hij verdedigde daarbij de persoonlijke vrijheid binnen het geloof, hoewel niet zo overheersend als zijn voorganger Calvijn. De clasis adviseerde hij niet telkens of langdurig onder leiding te blijven staan van één persoon. In 1580 resulteerde dat in een roterend systeem met wekelijks een andere voorzitter.
Beza was zeer actief in en buiten de kerk. Zijn opvattingen en adviezen waren gewild bij de verschillende kerkelijke partijen, maar ook correspondeerde hij veelvuldig met leiders van protestante gemeenschappen in heel Europa. In 1572, naar aanleiding van de Bartholomeusnacht, konden na zijn bemiddeling de vluchtelingen uit Frankrijk in Geneve een onderkomen vinden. In 1574 publiceerde hij De jure magistratuum waarin hij het standpunt verdedigde dat een volk zich verzetten mag tegen tirannie, en desnoods daarbij naar wapens mag grijpen.
Beza blonk niet uit in de dogmatiek noch in de ecclesiologie. Hij stond bekend als befaamd spreker, humanist en exegeet. Hij genoot ook aanzien vanwege zijn leiderschap in zowel religieuze als politieke kwesties en als leider van protestanten over geheel et Europese continent. Hij kon wel overmatig geïrriteerd raken en hij kon zich buitengewoon intolerant opstellen. Dat ondervond bijvoorbeeld Sebastian Castellio, die de vrijheid van geweten fel verdedigde. Met de van Italiaanse afkomst Bernardino Ochino botste Beza over een verhandeling, waarin volgens Beza enkele punten over polygamie niet door de beugel konden.
Met de protestanten in Frankrijk bleef Beza contacten onderhouden. In 1571 zat hij in La Rochelle de Generale Synode voor. Daar werden besluiten genomen aangaande het kerkelijk recht. Tegen de zin van Jean Morel en Petrus Ramus in bleef er een strikte scheiding tussen de kerkelijke en wereldlijke autoriteiten. De synode besloot verder over de nieuwe vorm waarin het Heilig Avondmaal gevierd werd, waarin Beza in confrontatie kwam met Heinrich Bullinger, die Huldrych Zwingli had opgevolgd.

### Montbéliard
Op uitnodiging van Frederik I van Württemberg nam Beza van 14 tot en met 27 maart 1586 deel aan een bijeenkomst in Montbéliard. Hij was daar op verzoek van diverse protestanten en een deel van de adel, die naar het graafschap gevlucht waren voor religieuze vervolging. Deze bijeenkomst was aanvankelijk mede geïnitieerd om een protestante unie te vormen, maar daar kwam het niet van. Wel kwam het tot een botsing van tussen Beza en aanhangers van Luther. Beza verdedigde het supralapsarisme, waarin de uitverkiezing en de verwerping van de mensen voor de schepping en de zondeval komen. De lutheranen hingen het infralapsarisme aan, waarin de uitverkiezing volgt op de schepping en de zondeval. Dit verschil kon niet eenvoudig beslecht worden en de grootste opponenten kwamen opnieuw bij elkaar, hetzij eveneens zonder bevredigend resultaat. Bij de lutheranen bleef het universalisme de boventoon voeren, bij de calvinisten meer de idee van genade. De Zwitserse theoloog Samuel Huber werd wegens de oplopende spanningen van verdere beroepsuitoefening ontslagen.

### Laatste jaren
In 1588 stierf Claudine na veertig jaar huwelijk met Beza. Beza en Claudine hadden geen kinderen. Daarna trouwde hij met Catharina del Piano, een Genuese weduwe die hem kon ondersteunen in zijn laatste levensjaren. Totdat Beza 65 was, was zijn gezondheid zeer goed te noemen, maar daarna ging deze snel achteruit. Tot in 1597 blijf hij doceren. De bekering van Hendrik IV tot het rooms-katholicisme, rond 1593, moet hem diep aangegrepen hebben. Hendrik IV had zich eerder sterk gemaakt voor de protestante zaak in wat de Drie-Hendriken-oorlog werd genoemd en met de  uitvaardiging van het Edict van Nantes. Er volgde nog een vals bericht dat de Geneefse protestanten waren teruggekeerd naar de Roomse moederkerk in 1596.
Beza overleed op 13 oktober 1605 in Genève en werd begraven in de kathedraal van Genève.